# کلیسای ایاصوفیا، تسالونکیا
کلیسای ایاصوفیا، تسالونکیا (یونانی: Ἁγία Σοφία) کلیسایی است که در سالونیک، یونان واقع شده‌است. این کلیسا با ساختار کنونی خود که مربوط به قرن هفتم است، یکی از قدیمی‌ترین کلیساهای شهر است که هنوز هم پابرجاست. به دلیل هنر و معماری برجسته بیزانسی، علاوه بر اهمیت آن در مسیحیت اولیه، یکی از چندین بنای تاریخی در تسالونیکی است که در سال ۱۹۸۸ به عنوان میراث جهانی یونسکو ثبت شده‌است.